# Chris Van Puyvelde
Chris Van Puyvelde, né le 5 décembre 1959 à Bruxelles, est un entraîneur de football belge. Il est le directeur technique de l'équipe du Maroc de football. 

## Biographie
Chris Van Puyvelde est né à Sint-Niklaas le 5 décembre 1959 et a vécu à Waasmunster, où il fréquente l’école primaire municipale. Il étudie les sciences humaines à la Broederschool de Sint-Niklaas. Il commence ensuite la régence à l’école normale épiscopale et obtient son diplôme de régent néerlando-anglais en 1980. Chez les Frères de la Charité « Glorieux » à Oostakker (aujourd’hui Edugo), il a pu succéder immédiatement à son père dans l’enseignement professionnel, la première année dans le premier cycle du secondaire, puis dans l’enseignement professionnel supérieur. Il a été professeur de néerlandais et enseignant. Au bout d’un an, il est devenu membre du comité exécutif et, dans les années qui ont suivi, il commence à étudier à temps partiel la piste de football.

## Carrière
Il acquit sa première expérience d’entraîneur au KS Wetteren, qu’il a entraîné en troisième division. Van Puyvelde, professeur de sport de formation, a ensuite obtenu un poste à Gerda Sint-Niklaas, où il coordonne les rangs des jeunes. Au début des années 1990, Van Puyvelde rejoint KSC Lokeren en tant qu’entraîneur adjoint. Le club venait d’être relégué en deuxième division lorsqu’il a été promu entraîneur principal. Il est finalement remplacé par James Storme au cours de la saison 1994-1995. Après Lokeren, il se retrouve à Eendracht Alost. Il y devient directeur technique et fait venir des joueurs tels que Peter van der Heyden à Alost. De la saison 1997-1998, l’entraîneur Urbain Haesaert est limogé et Van Puyvelde lui succède pendant une courte période. 
En 2000, Trond Sollied devient le nouvel entraîneur du Club de Bruges, avec Van Puyvelde comme deuxième adjoint. Puyvelde et Sollied s'accordent bien et le Club de Bruges a bien performé. En 2002, le Club de Bruges remporte la Coupe de Belgique et la saison suivante, il remporte le titre de première division A belge.
En 2005, Sollied annonce qu’il quitte le club, et il emmène Van Puyvelde avec lui à son nouveau poste à l’Olympiacos en Grèce. Sollied et Van Puyvelde envoient l’Olympiakos au titre de champion et gagnent la Coupe de Grèce de football. Sollied et Van Puyvelde sont licenciés au cours de la deuxième saison. À l’été 2007, il s’installe à Gand avec Van Puyvelde et son second assistant Čedomir Janevski. À la fin de la saison, La Gantoise atteint la finale de la Coupe de Belgique, mais s’incline. Sollied démissionne et rejoint le SC Heerenveen. Van Puyvelde le suit à nouveau, et Heerenveen fait un parcours unique, et atteint la finale de la Coupe KNVB. En finale, Heerenveen bat son adversaire, le FC Twente, après des tirs au but. Quelques mois plus tard, le contrat de Sollied est résilié. Van Puyvelde a également dû chercher un nouveau club. Au début de l’année 2010, Van Puyvelde retourne à Lokeren, où il devient l’adjoint de l’entraîneur Emilio Ferrera. Cependant, après la fin de la saison, Ferrera a est remplacé par Peter Maes. Van Puyvelde lui-même devient ensuite entraîneur principal du FC Brussels. Il démissionne du FC Brussels en fin janvier 2011, il succède à Gunther Hofmans au poste de directeur technique du Beerschot AC. 
En 2013, Van Puyvelde est nommé conseiller sportif de la première division A belge pour diriger les consultations entre les clubs de football professionnels en Belgique sur le plan sportif et technique. 
En 2019, il est nommé directeur technique pour la Chine et occupe cette fonction jusqu'à juin 2022 avant de rejoindre l'équipe du Maroc la même année et participe à la Coupe d'Afrique des Nations de football 2023,,.